# Michael Seifert
Michael Seifert (Landau, Ucrania; 16 de marzo de 1924 – Caserta, Italia; 6 de noviembre de 2010) fue un guardia nazi conocido como "La bestia de Bolzano".

## Biografía
Creció en Ucrania, su padre era un empleado de correos que fue despedido cuando se le sospechó nazi.
Con la invasión nazi de 1938 se unió a la SS siendo destinado como guardia en un sanatorio de presos políticos. En 1944 fue enviado a Verona.
Destinado a Bolzano, donde estaba el campo de concentración de prisioneros en tránsito a Mauthausen, Flossenbürg, Dachau, Ravensbrück y Auschwitz, junto a Otto Sein - ambos conocidos como "Los dos ucranianos" - sometieron a prisioneros políticos, antifascistas y judíos a violaciones, golpizas, muerte por inanición o congelamiento, torturas y atrocidades. Entre sus víctimas estuvo Mike Bongiorno quien fue uno de los testigos del juicio.
Al finalizar la guerra huyó a Alemania y en 1951 se estableció en Canadá cuando convenció a un oficial canadiense que durante la guerra había entrenado caballos para los cosacos en Italia.
Vivía en Vancouver donde trabajó en molinos y ferreterías bajo otra identidad.
Fue descubierto en 1995 y extraditado después de siete años de batalla legal. En el año 2000 fue juzgado "in absentia" en Verona por nueve crímenes y sentenciado a los 83 años a prisión perpetua en Santa María Capua en el sur de Italia.
Se sabe que estuvo casado y tuvo un hijo.
El paradero de su cómplice Otto Sein es desconocido.